# Carlo Rustichelli
Carlo Rustichelli, född 25 december 1916 i Carpi, Emilia-Romagna, död 13 november 2004, var en italiensk kompositör, arrangör och dirigent av filmmusik. Han gjorde musik till omkring 225 filmer under åren 1942–1995.

## Filmografi i urval
- I lagens namn (1949)
- Hoppets väg (1950)
- L'uomo di paglia (1958)
- Rymdpilot XZ svarar ej! (1958)
- Mördare utan alibi (1959)
- Kapo (1960)
- I sexigaste laget (1960)
- Skilsmässa på italienska (1961)
- Arturos ö (1961)
- Svarte piratens hämnd (1961)
- Otrogen som få... (1962)
- Neapel – ockuperad stad (1962)
- Med handen på geväret (1963)
- Förförd på italienska (1963)
- Bubes flicka (1963)
- Blod och svarta spetsar (1964)
- Matteusevangeliet (1964)
- RoGoPaG (1964)
- L'armata Brancaleone (1966)
- Kill, Baby... Kill! (1966)
- Otrogen på italienska (1966)
- Gud förlåter, men inte jag (1967)
- Ringo – döda eller dödas (1967)
- Den grymma jakten (1967)
- Ess i topp (1968)
- Stuntman (1968)
- Serafino (1968)
- De blodiga stövlarnas kulle (1969)
- Tolv plus en (1970)
- Avanti! (1972)
- Skriet från vildmarken (1972)
- Kärleksprovet (1972)
- Mordi e fuggi (1973)
- Varghunden (1974)
- Det gamla gänget (1975)
- Kvinnan i fönstret (1976)
- Gangstergänget (1976)
- Safari Rally (1977)
- Ett glas snö (1980)
- Ator - krigaren (1984)